# جانت بکمن

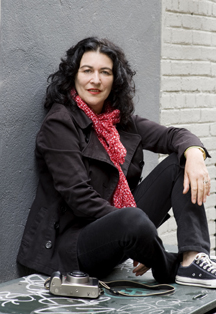
جانت بکمن

جانت بکمن (انگلیسی: Janette Beckman؛ زادهٔ ۱ ژانویهٔ ۱۹۵۹) عکاس اهل بریتانیا است.